# Славношора
Славношора — ботанічна пам'ятка природи місцевого значення. Об'єкт розташований на території Надвінянського району Івано-Франківської області, Білоославське лісництво, квартал 34, виділ 15.
Площа — 5,4000 га, статус отриманий у 1988 році.